# Ozero Ubezjo
Ozero Ubezjo (ryska: Озеро Убежо) är en sjö i Belarus.   Den ligger i voblasten Vitsebsks voblast, i den norra delen av landet, 220 km norr om huvudstaden Minsk. Ozero Ubezjo ligger 137 meter över havet.
I omgivningarna runt Ozero Ubezjo växer i huvudsak blandskog. Runt Ozero Ubezjo är det glesbefolkat, med 9 invånare per kvadratkilometer.